# Simulium vernum
Simulium vernum es una especie de insecto del género Simulium, familia Simuliidae, orden Diptera.

## Taxonomía
Fue descrita científicamente por Macquart, 1826. Fue publicada en Insectes diptères du nord de la France. Tipulaires. Rec. Trav. 1823/1824: 59-224, 4 pls..